# Премия (фильм, 1974)
«Пре́мия» — советский художественный фильм режиссёра Сергея Микаэляна, снятый в 1974 году по сценарию Александра Гельмана (производственная драма), позже переработанному в пьесу «Протокол одного заседания». Фильм в прокате посмотрело 12,9 миллиона зрителей.

## Сюжет
Действие происходит в СССР в 1970-х годах. Фильм решён в камерном стиле, и почти всё действие разворачивается в одном помещении.
Рядовое заседание парткома строительного треста превращается в серьёзный разговор о проблемах планового хозяйства, и начинает его простой бригадир Василий Потапов.
Потапов и вся его бригада (17 человек) отказываются от премии, которая выдана по результатам года всем работникам треста № 101 за перевыполнение плана. Дело в том, что в прошлом году руководство треста ходатайствовало перед главком о корректировке установленного плана «по объективным причинам». План был сокращён, благодаря чему в этом году трест перевыполнил его и даже занял третье место в соцсоревновании.
Бригадир Потапов душой болеет за работу, не может терпеть простоев и беспорядка, утверждая, что все причины сокращения плана — внутренние, и они могли быть преодолены самим трестом при надлежащей организации труда. Несколько участников заседания, и прежде всего управляющий трестом Батарцев, поначалу пытаются поставить «бунтовщика» на место. Однако парторг Соломахин поддерживает выступление Потапова, намереваясь разобраться в ситуации.
Далее выясняется, что бригадир тщательно подготовился к своему объяснению. Оказывается, что с бригады сняли часть зарплаты из-за «простоев», и эта снятая часть превышает премию во много раз. Его бригада с помощью сотрудника планового отдела Дины Милениной провела глубокий экономический анализ и предметно обосновала, что если бы не «простои», возникающие от внутренней неорганизованности, то у треста не было бы объективных причин для сокращения плана, и он мог бы его выполнить, а значит снятие зарплаты из-за «простоев» немотивировано. Потапов вносит предложение — вернуть премию, полученную трестом нечестно и незаконно.
Выступление Потапова побуждает каждого участника собрания выразить свою принципиальную позицию. Неожиданно ход заседания прерывает телефонный звонок. Выясняется, что только что семеро членов бригады Потапова всё же получили премию. Поникнув, бригадир молча покидает заседание. Собираются разойтись и остальные коммунисты, но секретарь парткома Соломахин останавливает их. По его словам, уход Потапова в принципе ничего не меняет. Проблема всё равно осталась, и Соломахин выносит на голосование решение об отказе от годовой премии всем трестом. В итоге большинством голосов, включая Батарцева, предложение Потапова принимается.

## Съёмки
Несмотря на то, что более трёх четвертей всего фильма занимает сцена заседания парткома, создателями картины было принято решение проводить съёмки не в студийном павильоне, а в декорации, построенной на натуре с видом на действующую стройку. Это позволило повысить достоверность действия, которую предпочли традиционной технологии съёмки таких сюжетов. Стеклянная крыша декорации площадью 65 квадратных метров защищала интерьер от дождя и могла закрываться оттенителями и рассеивателями в зависимости от требуемого характера освещения. При создании декорации оператор-постановщик стремился воплотить принципы эдисоновской студии «Чёрная Мария». Из-за занятости актёра Евгения Леонова на других съёмках, проходивших в Риге, декорацию пришлось строить не в южных регионах с большим количеством солнечных дней, а в Прибалтике. При необходимости дополнительной подсветки во время съёмки «вечерних» сцен использовались дуговые прожекторы «КПД-50», установленные на лесах по периметру павильона. Различными сочетаниями естественного и искусственного освещения создавался эффект разного времени суток затянувшегося заседания.
Дополнительная динамика придавалась изображению использованием специального операторского крана и дистанционного управления панорамной головкой камеры с помощью телевизира. Это позволило актёрам больше импровизировать, не будучи скованными рамками композиции статичного кадра. Отдельную трудность составляла занятость ключевых актёров: Леонова, Джигарханяна, Сергачёва и Глузского, поставивших съёмочной группе жёсткие условия по срокам съёмок. Благодаря чёткому графику и предварительной подготовке, вся роль Леонова была отснята за шесть дней, а остальные актёры также доснимались во время непродолжительных командировок. Целиком весь актёрский состав для нескольких общих кадров присутствовал на съёмочной площадке всего два часа. В итоге благодаря удачной организации работ съёмочный период картины занял 59 дней.

## В ролях
| Актёр              | Роль                                                         |
| ------------------ | ------------------------------------------------------------ |
| Евгений Леонов     | бригадир Василий Трифонович Потапов                          |
| Владимир Самойлов  | управляющий трестом Павел Емельянович Батарцев               |
| Олег Янковский     | секретарь парткома Лев Алексеевич Соломахин                  |
| Михаил Глузский    | начальник планового отдела Борис Петрович Шатунов            |
| Армен Джигарханян  | главный диспетчер Григорий Иванович Фроловский               |
| Нина Ургант        | сотрудник планового отдела, экономист Дина Павловна Миленина |
| Виктор Сергачёв    | инженер по технике безопасности Роман Кириллович Любаев      |
| Леонид Дьячков     | начальник СМУ Виктор Николаевич Черников                     |
| Борислав Брондуков | прораб Александр Александрович Зюбин                         |
| Светлана Крючкова  | крановщица Александра Михайловна Мотрошилова                 |
| Александр Пашутин  | бригадир Олег Иванович Кочнов                                |
| Миша Семёнов       | комсорг бригады Толя Жариков                                 |

## Съёмочная группа
- автор сценария: Александр Гельман
- режиссёр-постановщик: Сергей Микаэлян
- Главный оператор: Владимир Чумак
- художники-постановщики: Борис Бурмистров, Михаил Иванов

## Награды
1975
- Большой приз ВКФ в Кишинёве
- Премия критики Международный Кинофорум «Человек, труд, творчество» в Польше

1976
- Государственная премия СССР
- Золотая медаль МКФ «Золото Лачено»[итал.] в Авеллино
- Юбилейный приз МКФ в Карловых-Варах
- Почётный приз и диплом МКФ цветного кино в Барселоне
- Приз МКФ в Чикаго